# Duncan Henderson
Duncan Henderson (* 19. Juli 1949 in Culver City, Kalifornien; † 21. Juni 2022 in Valencia, Kalifornien) war ein US-amerikanischer Filmproduzent.

## Karriere
Hendersons begann 1980 im Filmstab bei dem Film Ein Mann für gewisse Stunden zu arbeiten. Im Anschluss wirkte er als zweiter Regieassistent bei Filmen wie Mount St. Helens – Der Killervulkan, Fesseln der Macht, Halloween II – Das Grauen kehrt zurück, Outbreak – Lautlose Killer und als erster Regieassistent bei Rocky IV – Der Kampf des Jahrhunderts und Die City-Cobra mit. Seit 1988 ist er zudem als Produzent im Filmgeschäft tätig. So war er für die Produktionen Zebo, der Dritte aus der Sternenmitte, Entscheidung aus Liebe, Kevin – Allein in New York, Deep Blue Sea, Der Sturm, Harry Potter und der Stein der Weisen, Master & Commander – Bis ans Ende der Welt, Poseidon, Battleship und Ben Hur mitverantwortlich.
Für seine Beteiligung am Film Master & Commander – Bis ans Ende der Welt erhielten er, Samuel Goldwyn, Jr. und Peter Weir bei der Oscarverleihung 2004 eine Oscarnominierung in der Kategorie „Bester Film“. Des Weiteren erhielt er eine Nominierung bei den British Academy Film Awards 2004 eine BAFTA-Award-Nominierung. Bei beiden Preisverleihungen ging der Preis an Peter Jackson für Der Herr der Ringe: Die Rückkehr des Königs.
2020 erhielt Henderson den Frank Capra Achievement Award der Directors Guild of America. Er starb am 21. Juni 2022 im kalifornischen Valencia im Alter von 72 Jahren an den Folgen einer Erkrankung an Bauchspeicheldrüsenkrebs.

## Filmografie (Auswahl)
- 1988: Zebo, der Dritte aus der Sternenmitte (Earth Girls Are Easy)
- 1989: Das Bankentrio (Three Fugitives)
- 1989: Der Club der toten Dichter (Dead Poets Society)
- 1990: Filofax – Ich bin du und du bist nichts (Taking Care of Business)
- 1990: Green Card – Schein-Ehe mit Hindernissen (Green Card)
- 1991: Entscheidung aus Liebe (Dying Young)
- 1992: Kevin – Allein in New York (Home Alone 2: Lost in New York)
- 1993: The Challenge – Die Herausforderung (The Program)
- 1995: Outbreak – Lautlose Killer (Outbreak)
- 1999: Deep Blue Sea
- 2000: Der Sturm (The Perfect Storm)
- 2001: Harry Potter und der Stein der Weisen (Harry Potter and the Philosopher’s Stone)
- 2003: Master & Commander – Bis ans Ende der Welt (Master & Commander)
- 2006: Poseidon
- 2009: G-Force – Agenten mit Biss (G-Force)
- 2010: The Way Back – Der lange Weg (The Way Back)
- 2012: Battleship
- 2013: Oblivion
- 2016: Ben Hur
- 2019: Maleficent: Mächte der Finsternis (Maleficent: Mistress of Evil)
- 2023: Transformers: Aufstieg der Bestien (Transformers: Rise of the Beasts)